# Boikî, Lebedîn
Boikî (în ucraineană Бойки) este un sat în comuna Pavlenkove din raionul Lebedîn, regiunea Sumî, Ucraina.

## Demografie
Componența lingvistică a localității Boikî
     Ucraineană (100%)
Conform recensământului din 2001, toată populația localității Boikî era vorbitoare de ucraineană (100%).